# 섬남
산난(중국어 간체자: 陕南, 정체자: 陝南, 병음: Shǎnnán) 또는 산시 남부는 중화인민공화국 산시성 (섬서성)의 친링산맥 남쪽에 있는 부분을 말한다. 이 이름은 산시성의 약칭인 "산" (陕)과 "남" (南, 문자 그대로 "남쪽")이라는 단어가 결합하여, 성 내의 지리적 위치를 나타낸다.
원나라 시대에 이 지역은 관중 (지명)과 합쳐져 산시성이 형성되기 시작했다. 친링산맥은 지리적 장벽으로서 산난과 산시성의 다른 지역 간의 기후, 문화적 전통 및 방언에 큰 차이를 만들어냈으며, 따라서 산난과 쓰촨성 간에는 약간의 유사성이 있다.

## 지리

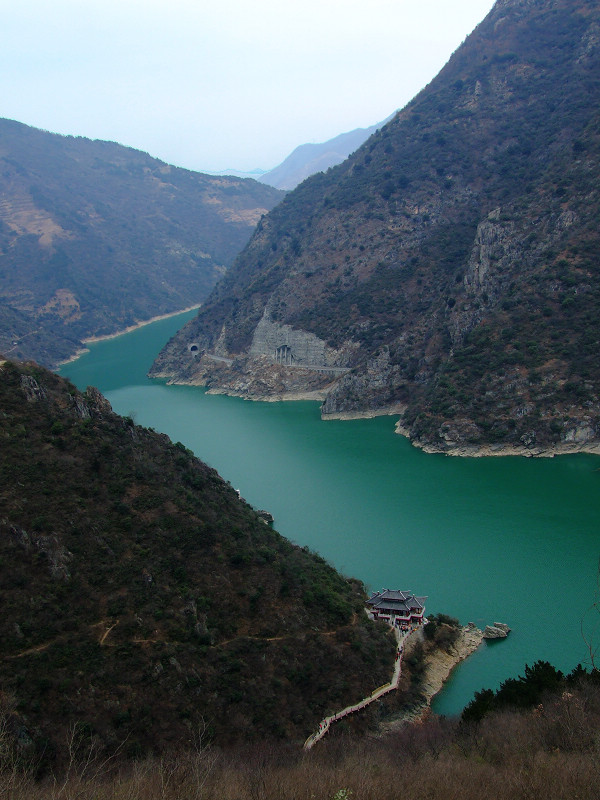
한중시의 바오허강

이 지역은 산악 지대이며, 역사적으로 파촉 지역의 일부였다. 지리적으로는 쓰촨 분지 북부 가장자리의 일부로 간주되며, 산난 지역의 세 지급시는 주로 한수이강의 지류들의 골짜기와 유역을 따라 형성되어 있으며, 이들은 모두 장강 수계의 일부이다. 유일한 예외는 상뤄시 북부의 뤄난현으로, 상류 뤄허강 (허난성)을 중심으로 하며 황하 수계의 일부이다.

### 도시
- 한중시
- 안캉시
- 상뤄시

## 문화
산난 방언은 관화 그룹에 속하며, 서남관화와 중원관화 방언 사이의 과도기적인 형태를 띠고 있다. 대부분의 경우 산난의 토착 방언은 중원관화의 친롱 및 관중 방언 그룹으로 나뉜다. 서남관화의 사천관화 그룹은 주로 명나라 초기와 청나라 초기에 후베이성, 후난성, 광둥성 북부에서 대규모 이주민 유입으로 유입된 "객지 방언"이다.

## 교통

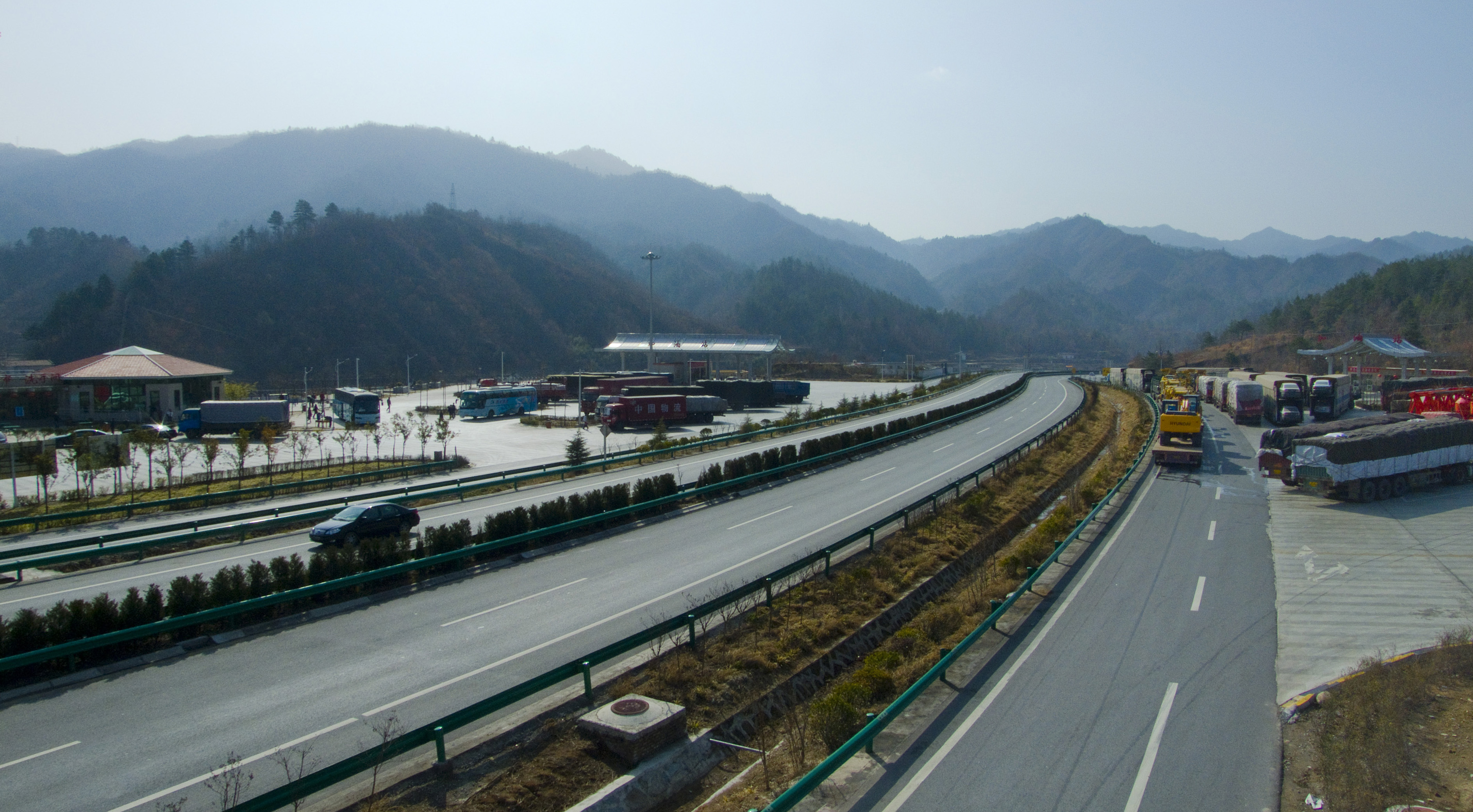
닝산현의 고속도로

국도:
- G108
- G210
- G312
- G316

고속도로:
- 시한 고속도로 (시안—한중)
- 시캉 고속도로 (시안—안캉)

철도:
- 시안–안캉 철도
- 양핑관–안캉 철도
- 샹양–충칭 철도

## 같이 보기
- 산베이
- 관중 (지명)